# Optativ
Optativ je jedan od glagolskih načina kojim se izriče kakva želja. Postoji u sanskrtu, antičkome grčkom, turskom i mnogim drugim jezicima. Pojavljuje se i u hrvatskome standardnom jeziku gdje se tvori od glagolskoga pridjeva radnog.
Primjeri su upotrebe u hrvatskome:
- Dobro došli!
- Dao ti dragi Bog veselja, sreće i zdravlja!
- Živio!
- Počivao u miru!